# Snezhnaja (dal)
Snezhnaja är en dal i Antarktis. Den ligger i Östantarktis. Australien gör anspråk på området. Snezhnaja ligger vid sjön Mezhgornoe.